# Paolo Calafiore
Paolo Calafiore (Solarino, 18 marzo 1928 – Catania, 11 agosto 2006) è stato un pittore, scultore e scrittore italiano.

## Biografia
Dopo aver completato gli studi classici al liceo "Gargallo" di Siracusa, Calafiore si stabilì a Catania per frequentare l'università, prima, e per esercitare l'attività di medico e di chirurgo, poi. Esponente di spicco dell'astrattismo e dell'arte informale, soltanto dal 1990 intraprese la carriera artistica di pittore, scultore, scrittore e poeta e dal 1997 fu membro dell'Accademia Federiciana di Scienze, Lettere, Arti.
L'artista era diventato noto per le sue pitto-sculture astratte. Conosciuto ed apprezzato dalla critica internazionale (di lui si erano occupati anche i noti critici d'arte Fortunato Orazio Signorello e Richard Foxwell), Calafiore, che per meriti artistici ha ricevuto anche il “Japan Prize”, il “Salvador Dalí Prize” e il “Premio Stesicoro”, ha esposto, tra l'altro, all'International Exhibition of Modern art di Tokyo, all'International Contemporary Art of Andalusia di Malaga, all'Art Expo di New York, all'Exposicion colectiva Playa de las Americas (Tenerife) e al Grand Prix de la Côte d'Azur (Nizza). Mostre rilevanti sono state organizzate in passato, curate dal noto critico d'arte Fortunato Orazio Signorello, in sedi istituzionali in Italia e all'estero. 
Per quanto riguarda la pittura e la scultura, la sua arte, concettualmente legata a richiami del presente e del passato, è l'espressione di una forza vitalistica di intuizioni, di invenzioni e di fantasia. Le proprie creazioni, definite pitto-sculture sono realizzate tramite tecniche miste intervenendo sull'elaborazione compositiva con l'inserimento di materiali esterni insoliti ed inediti (tra i quali, materiali sintetici), frutto di sperimentazione e di un continuo ricerca di rinnovamento artistico e di dinamismo visivo e cromatico. 
La sua produzione letteraria prende spunto dall'esperienza rurale giovanile ed ha come leitmotiv il divario tra i tempi passati, in cui la vita veniva vissuta nella sua vera essenza e la realtà presente, in cui il progresso non viene visto come avanzamento, ma come contingenza che ha abbrutito la vita.

## Premi ed onorificenze
- "Sikania d'argento"
- "Japan Prize",
- "Salvador Dalí Prize"
- "Premio Stesicoro"
- "Premio Riviera del Conero
- "Premio Roma Città Santa"
- "Premio Perla dell'Alcantara"
- "Palma d'oro" (Palma di Maiorca)
- "Natale Arte '92" (Acireale)
- "Faro d'Argento" (Riposto)

## Opere

### Letteratura
- Il nostro mondo (1993), raccolta di sonetti, elegie, racconti e proverbi sul mondo rurale siciliano, in tutti i suoi aspetti: dai lavori dei campi ai prodotti, ai mestieri, agli animali.